# さやかに星はきらめき
さやかに星はきらめき（さやかにほしはきらめき、仏: Minuit, chrétiens 英: O holy night）はフランスの作曲家アドルフ・アダン作曲のクリスマス・キャロル。原題は『クリスマスの賛美歌』（Cantique de Noël）だが、歌詞の冒頭"Minuit, chrétiens, c'est l'heure solennelle,"から仏語圏では"Minuit, chrétiens"とも呼ばれる。
原詩はプラシド・カポーによるものだが、英語圏ではジョン・サリバン・ドワイトがかなり自由な英訳した「O Holy Night, the stars are brightly shining」で知られており、日本でも「オー・ホーリーナイト」と呼ばれることがある。ドワイトの詩を由木康が翻訳した曲が、讃美歌第二編に収録されている。中田羽後訳では、聖歌 (総合版)817番清らに星すむ今宵である。　